# Atletika na Letních olympijských hrách 1920 – 10 000 metrů muži
Běh na 10 000 metrů byl atletický závod, který byl součástí VII. Letních olympijských her 1920 konaných v Antverpách. Závod se uskutečnil 19. a 20. srpna 1920. První den proběhla celkem tři semifinále, v nichž prvních pět nejlepších závodníků postupovalo do finále konaného následujícího dne. Umístění ve finále určovalo celkové umístění v závodě. Startovalo 34 běžců ze 17 různých zemí.

## Rekordy
Přehled světového a olympijského rekordu na této distanci. Olympijský rekord byl vytvořen na předešlé Olympiádě 1912, na které se tato disciplína objevila poprvé. Světový rekord zůstával z této i z předešlé nezměněn.
| Světový rekord    | 30:58.8 | Jean Bouin         | Colombes  | 16. listopadu 1911 |
| Olympijský rekord | 31:20.8 | Hannes Kolehmainen | Stockholm | 8. července 1912   |

## Výsledky

### Semifinále
Všechna semifinále se konala ve čtvrtek 19. srpna 1920.

#### Semifinále 1
| Place | Athlete                    | Time       | Qual. |
| ----- | -------------------------- | ---------- | ----- |
| 1     | James Wilson (GBR)         | 33:40.2    | Q     |
| 2     | Paavo Nurmi (FIN)          | 33:46.3    | Q     |
| 3     | Augusto Maccario (ITA)     | 34:06.8    | Q     |
| 4     | Jean-Baptiste Manhès (FRA) | 34:12.0    | Q     |
| 5     | Alfred Gaschen (SUI)       | 34:38.4    | Q     |
| 6     | Verner Magnusson (SWE)     | 34:49.2    |       |
| 7     | Lucien Duquesne (FRA)      | 35:06.6    |       |
| 8     | Pierre Devaux (BEL)        | 36:38.3    |       |
| —     | Jüri Lossman (EST)         | Nedokončil |       |
| —     | Phadeppa Chaugle (IND)     | Nedokončil |       |
| —     | Julius Ebert (DEN)         | Nedokončil |       |
| —     | Amisoli Patasoni (USA)     | Nedokončil |       |

#### Semifinále 2
| Place | Athlete                | Time    | Qual. |
| ----- | ---------------------- | ------- | ----- |
| 1     | Joseph Guillemot (FRA) | 32:41.6 | Q     |
| 2     | Eric Backman (SWE)     | 32:48.5 | Q     |
| 3     | Albert Andersen (DEN)  | 32:58.4 | Q     |
| 4     | Fred Faller (USA)      | 33:02.4 | Q     |
| 5     | Oscar Garin (SUI)      | 33:04.4 | Q     |
| 6     | Edward Lawrence (CAN)  | 33:08.5 |       |
| 7     | Teodoro Pons (ESP)     |         |       |
| 8     | Konosuke Sano (JPN)    |         |       |
| 9     | Aimé Proot (BEL)       |         |       |
| 10    | Sinton Hewitt (AUS)    |         |       |

#### Semifinále 3
| Place | Athlete                   | Time    | Qual. |
| ----- | ------------------------- | ------- | ----- |
| 1     | Heikki Liimatainen (FIN)  | 32:08.2 | Q     |
| 2     | Charles Clibbon (GBR)     | 32:08.8 | Q     |
| 3     | Gaston Heuet (FRA)        | 32:11.1 | Q     |
| 4     | Carlo Speroni (ITA)       | 32:13.1 | Q     |
| 5     | James Hatton (GBR)        | 32:23.0 | Q     |
| 6     | Nils Bergström (SWE)      | 33:38.0 |       |
| 7     | Alexandros Kranis (GRE)   |         |       |
| 8     | Earl Johnson (USA)        |         |       |
| 9     | George Cornetta (USA)     |         |       |
| 10    | Constantino Lussana (ITA) |         |       |
| 11    | Karel Pacák (TCH)         |         |       |
| 12    | Zensaku Motegi (JPN)      |         |       |

### Finále
Finále se konalo v pátek 20. srpna 1920.
| Place | Athlete                    | Time       |
| ----- | -------------------------- | ---------- |
| 1     | Paavo Nurmi (FIN)          | 31:45.8    |
| 2     | Joseph Guillemot (FRA)     | 31:47.2    |
| 3     | James Wilson (GBR)         | 31:50.8    |
| 4     | Augusto Maccario (ITA)     | 32:02.0    |
| 5     | James Hatton (GBR)         | 32:14.0    |
| 6     | Jean-Baptiste Manhès (FRA) | 32:26.0    |
| 7     | Heikki Liimatainen (FIN)   | 32:28.0    |
| 8     | Fred Faller (USA)          | 32:38.0    |
| 9     | Oscar Garin (SUI)          |            |
| —     | Charles Clibbon (GBR)      | Nedokončil |
| —     | Alfred Gaschen (SUI)       | Nedokončil |
| —     | Eric Backman (SWE)         | Nedokončil |
| —     | Albert Andersen (DEN)      | Nedokončil |
| —     | Carlo Speroni (ITA)        | Nedokončil |
| —     | Gaston Heuet (FRA)         | Nedokončil |

## Zajímavosti
Vítěz tohoto závodu Paavo Nurmi se zúčastnil olympiády vůbec poprvé. Tato olympiáda byla začátkem jeho budoucí hvězdné kariéry, která inspirovala další velikány běhu, mezi které patří například Lasse Virén,Hišám Al-Karúdž a Emil zátopek. Ač se Nurmi olympiády zúčastnil poměrně mladý (23 let), získal zde celkem čtyři medaile (stříbrnou za druhé místo v běhu na 5 000 metrů a tři zlaté za běh na 10 000 metrů, přespolní běh individuálně a přespolní běh družstev (národních týmů).
I v závěru finále to vypadalo, že stejně jako v běhu na 5 000 metrů opět zvítězí Joseph Guillemot a v závěsu za ním doběhne Paavo Nurmi, ale Nurmi v poslední zatáčce zvládl zrychlit a na cílové rovince Francouze předběhl o 1,5 vteřiny.